# Nòctul petit
El nòctul petit (Nyctalus leisleri) és una espècie de ratpenat de la família dels vespertiliònids que es troba a tot Europa i Àsia occidental (fins als Urals i l'Himàlaia). També es troba a l'Àfrica del Nord, les illes Canàries i Madeira. Tanmateix, en aquesta darrera illa hi ha qui considera que és una espècie diferent: nòctul de les Açores (Nyctalus azoreum).

## Descripció
És el nòctul de mida més petita. Té unes orelles curtes i triangulars, acabades en una punta arrodonida, i un tragus en forma de bolet, gairebé tan llarg com ample. Les ales són llargues i estretes. Es pot desplaçar per terra ajudant-se dels polzes, curts i robustos, que, per aquesta raó, de vegades apareixen desgastats.
Pelatge curt, de color marró vermellós fosc per la part dorsal i marró groguenc per la ventral. Els pèls són bicolors, més foscos per la part basal que per la punta. Les orelles i les membranes alars són de color marró negrós.
Dimensions corporals: cap + cos (48 - 75 mm), cua (35 - 48 mm), avantbraç (35 - 46 mm) i envergadura alar (260 - 320 mm).
Pes: 13 - 20 g.

## Hàbitat
Com tots els nòctuls, és un ratpenat forestal que es pot trobar en boscos de tota mena, on cerca refugi en clivelles i forats dels troncs.

## Costums
Poc després de la posta del sol surt a caçar, amb un vol ràpid que intercala caigudes en picat.
A l'època reproductora, les femelles formen colònies d'entre 10 i 50 individus.
De vegades comparteix el refugi amb altres nòctuls o amb el ratpenat d'aigua.

## Espècies semblants
El nòctul gros és de mida més grossa i de tonalitats generalment més clares i té els pèls d'un sol color.
El nòctul gegant és de mida força més grossa: la longitud de l'avantbraç és superior als 60 mm.